# Violeta Vladimira Mesarič Jazbinšek
Violeta Vladimira Mesarič Jazbinšek, slovenska evangeličanska duhovnica, * 1972, Gornja Radgona

## Življenje in delo
Diplomirala in magistrirala je na Zagrebški teološki fakulteti "Matija Vlačič Ilirik". Več let je aktivno delovala v evangeličanskih cerkvenih občinah Maribor in Apače. Od leta 2005 pa je tudi uradno s strani cerkvene občine Maribor umeščena za njihovo duhovnico. Od leta 2002 je tudi namestnica vojaškega vikarja v Slovenski vojski – odgovorna za duhovno oskrbo pripadnikov in pripadnic Slovenske vojske.